# Campionati del mondo Ironman del 2013
L'edizione dei Campionati del Mondo di Ironman del 2013 si è tenuta in data 12 ottobre a Kailua-Kona, Hawaii.
Tra gli uomini ha vinto il belga Frederik Van Lierde, mentre tra le donne si è laureata campionessa del mondo "ironman" per la seconda volta l'australiana Mirinda Carfrae.
Si è trattata della 37ª edizione dei campionati mondiali di Ironman, che si tengono annualmente dal 1978 con una competizione addizionale che si è svolta nel 1982. I campionati sono organizzati dalla World Triathlon Corporation (WTC).

## Ironman Hawaii - Classifica

### Uomini
| Pos. | Tempo   | Nome                | Paese       | Ripartizione tempi | Ripartizione tempi | Ripartizione tempi | Ripartizione tempi | Ripartizione tempi |
| Pos. | Tempo   | Nome                | Paese       | Nuoto              | T1                 | Bici               | T2                 | Corsa              |
| ---- | ------- | ------------------- | ----------- | ------------------ | ------------------ | ------------------ | ------------------ | ------------------ |
|      | 8:12:29 | Frederik Van Lierde | Belgio      | 51:02              | 2:18               | 4:25:35            | 2:16               | 2:51:18            |
|      | 8:15:19 | Luke McKenzie       | Australia   | 51:17              | 1:59               | 4:22:25            | 2:18               | 2:57:20            |
|      | 8:19:24 | Sebastian Kienle    | Germania    | 54:13              | 1:49               | 4:22:33            | 2:14               | 2:58:35            |
| 4    | 8:21:46 | James Cunnama       | Sudafrica   | 51:13              | 1:45               | 4:34:21            | 2:52               | 2:52:37            |
| 5    | 8:22:25 | Timothy O'Donnell   | Stati Uniti | 51:04              | 2:05               | 4:35:37            | 2:32               | 2:51:07            |
| 6    | 8:23:43 | Iván Raña           | Spagna      | 51:06              | 1:55               | 4:40:34            | 2:14               | 2:47:54            |
| 7    | 8:24:09 | Tyler Butterfield   | Bermuda     | 51:24              | 1:46               | 4:30:10            | 2:27               | 2:58:22            |
| 8    | 8:25:38 | Bart Aernouts       | Belgio      | 57:26              | 1:46               | 4:39:46            | 2:37               | 2:44:03            |
| 9    | 8:26:32 | Timo Bracht         | Germania    | 51:21              | 1:50               | 4:34:46            | 2:28               | 2:56:07            |
| 10   | 8:31:13 | Faris Al-Sultan     | Germania    | 51:19              | 1:55               | 4:29:56            | 2:17               | 3:05:46            |

### Donne
| Pos. | Tempo   | Nome               | Paese         | Ripartizione tempi | Ripartizione tempi | Ripartizione tempi | Ripartizione tempi | Ripartizione tempi |
| Pos. | Tempo   | Nome               | Paese         | Nuoto              | T1                 | Bici               | T2                 | Corsa              |
| ---- | ------- | ------------------ | ------------- | ------------------ | ------------------ | ------------------ | ------------------ | ------------------ |
|      | 8:52:14 | Mirinda Carfrae    | Australia     | 58:50              | 2:06               | 4:58:20            | 2:20               | 2:50:38            |
|      | 8:57:28 | Rachel Joyce       | Regno Unito   | 54:09              | 2:02               | 4:55:25            | 2:15               | 3:03:37            |
|      | 9:03:35 | Liz Blatchford     | Regno Unito   | 54:07              | 2:01               | 4:57:40            | 6:24               | 3:03:23            |
| 4    | 9:04:34 | Yvonne van Vlerken | Paesi Bassi   | 1:01:57            | 1:57               | 4:54:38            | 2:37               | 3:03:25            |
| 5    | 9:09:09 | Caroline Steffen   | Svizzera      | 54:10              | 2:07               | 4:57:50            | 3:07               | 3:11:55            |
| 6    | 9:10:12 | Caitlin Snow       | Stati Uniti   | 58:47              | 2:13               | 5:08:05            | 2:14               | 2:58:53            |
| 7    | 9:10:19 | Meredith Kessler   | Stati Uniti   | 54:06              | 2:20               | 4:55:13            | 2:05               | 3:16:35            |
| 8    | 9:11:13 | Michelle Vesterby  | Danimarca     | 54:12              | 2:07               | 4:55:53            | 2:30               | 3:16:31            |
| 9    | 9:14:47 | Gina Crawford      | Nuova Zelanda | 54:14              | 2:21               | 5:04:17            | 2:37               | 3:11:18            |
| 10   | 9:17:22 | Linsey Corbin      | Stati Uniti   | 59:19              | 2:14               | 5:07:50            | 3:13               | 3:04:54            |

## Gare di qualifica
Per poter gareggiare all'Ironman Hawaii del 2013, gli atleti amatori dovranno ottenere una delle qualifiche messe in palio nelle gare Ironman sparse per il mondo e in alcune competizioni selezionate di Ironman 70.3. Un certo numero di slot viene messo a disposizione dei residenti alle Hawaii o attraverso una lotteria o mediante un'asta di beneficenza pubblicata su eBay. La World Triathlon Corporation può, inoltre, invitare direttamente alcuni atleti.
Per i triatleti professionisti, la stagione dei Campionati del 2013 è il terzo anno in cui viene stabilito un sistema a punti che determina quali atleti si potranno qualificare alla gara dei Campionati del mondo di Ironman. Per qualificarsi, i punti vengono attribuiti dalla WTC ad ogni competizione su quelle gare selezionate nel corso dell'anno su distanza Ironman e Ironman 70.3. Per i campionati del 2013, il periodo preso in considerazione va dal 1º settembre 2012 al 31 agosto 2013.
I primi 50 professionisti uomini e le prime 35 professioniste donne nella classifica a punti, alla fine di ogni anno, si qualificano per la gara di Kona alle Hawaii.
I Campioni del mondo delle precedenti edizioni si qualificano automaticamente alla gara valida per i campionati del mondo, per un periodo di cinque anni dalla loro vittoria, a condizione che si trovino a competere in almeno una gara su distanza Ironman durante l'anno di qualifica.
La serie di gare Ironman nel 2013 consiste in 27 competizioni, oltre alla gara dei Campionati del mondo dell'anno precedente (2012) - che garantisce essa stessa un certo numero di slot per i Campionati del mondo dell'anno 2013.

## Ironman - Risultati della serie

### Uomini
| Evento                 | Oro                 | Tempo   | Argento             | Tempo   | Bronzo              | Tempo   |
| Wisconsin              | Ben Hoffman         | 8:32:51 | Eduardo Sturla      | 8:46:29 | Michael Göhner      | 8:54:53 |
| Wales                  | Sylvain Rota        | 8:52:43 | Daniel Niederreiter | 8:55:20 | Christian Ritter    | 8:58:49 |
| Hawaii 2012            | Pete Jacobs         | 8:18:37 | Andreas Raelert     | 8:23:40 | Frederik Van Lierde | 8:24:09 |
| Florida                | Andrew Starykowicz  | 8:06:17 | Jan Raphael         | 8:08:49 | Scott DeFilippis    | 8:09:33 |
| Arizona                | Nils Frommhold      | 8:03:16 | Paul Matthews       | 8:05:01 | TJ Tollakson        | 8:07:39 |
| Cozumel                | Iván Raña           | 8:15:07 | Bas Diederen        | 8:20:42 | Bert Jammaer        | 8:24:51 |
| Australia Occidentale  | Jimmy Johnsen       | 8:29:06 | Horst Reichel       | 8:34:49 | Matty White         | 8:38:05 |
| New Zealand            | Bevan Docherty      | 8:15:34 | Marko Albert        | 8:25:30 | Cameron Brown       | 8:34:28 |
| Los Cabos              | Timo Bracht         | 8:26:48 | Trevor Delsaut      | 8:33:26 | Jozsef Major        | 8:33:57 |
| Asia Pacific           | Eneko Llanos        | 7:36:08 | Marino Vanhoenacker | 7:38:59 | Craig Alexander     | 7:39:37 |
| South Africa           | Ronnie Schildknecht | 8:11:24 | Cyril Viennot       | 8:19:51 | Bas Diederen        | 8:20:09 |
| Australia              | Luke Bell           | 8:30:23 | Patrick Evoe        | 8:42:58 | Luke Whitmore       | 9:03:30 |
| Lanzarote              | Faris Al-Sultan     | 8:42:40 | Miquel Blanchart    | 8:52:08 | Kirill Kotsegarov   | 9:04:09 |
| Texas                  | Paul Amey           | 8:25:06 | James Cunnama       | 8:27:35 | Ian Mikelson        | 8:30:06 |
| Brazil                 | Timothy O'Donnell   | 8:01:32 | Igor Amorelli       | 8:19:40 | Stefan Schmid       | 8:25:02 |
| Cairns                 | Luke McKenzie       | 8:17:43 | Timothy Berkel      | 8:22:16 | Chris McCormack     | 8:32:50 |
| France                 | Frederik Van Lierde | 8:08:59 | Bart Aernouts       | 8:12:28 | Clemente Alonso     | 8:35:52 |
| Coeur d'Alene          | Ben Hoffman         | 8:17:31 | Viktor Zyemtsev     | 8:26:01 | Tj Tollakson        | 8:32:09 |
| Austria                | Andreas Raelert     | 7:59:51 | Maik Twelsiek       | 8:11:36 | David Plese         | 8:19:13 |
| European Championships | Eneko Llanos        | 7:59:58 | Jan Raphael         | 8:07:19 | Bas Diederen        | 8:12:07 |
| UK                     | Daniel Halksworth   | 8:45:48 | Stephen Bayliss     | 8:49:25 | Joe Skipper         | 8:51:49 |
| Switzerland            | Ronnie Schildknecht | 8:33:39 | Iván Raña           | 8:40:55 | Per Bittner         | 8:46:23 |
| Lake Placid            | Andy Potts          | 8:43:29 | Daniel Fontana      | 8:48:29 | Ian Mikelson        | 8:51:07 |
| Sweden                 | Pedro Gomes         | 8:19:30 | David Plese         | 8:22:01 | Anton Blokhin       | 8:26:09 |
| Copenaghen             | Jens Petersen-Bach  | 8:12:41 | Henrik Hyldelund    | 8:13:39 | Esben Hovgaard      | 8:16:38 |
| Mont-Tremblant         | Luke Bell           | 8:26:06 | Brandon Marsh       | 8:31:01 | Bert Jammaer        | 8:31:35 |
| Louisville             | Chris McDonald      | 8:21:34 | Patrick Evoe        | 8:34:19 | Thomas Gerlach      | 8:41:11 |
| Canada                 | Trevor Wurtele      | 8:39:33 | Matthew Russell     | 8:45:15 | Paul Amey           | 8:53:27 |

### Donne
| Evento                 | Oro                | Tempo   | Argento             | Tempo    | Bronzo             | Tempo    |
| Wisconsin              | Elizabeth Lyles    | 9:34:35 | Beth Walsh          | 9:38:42  | Charisa Wernick    | 9:43:54  |
| Wales                  | Regula Rohrbach    | 8:45:18 | Eimear Mullan       | 8:57:51  | Joanna Carritt     | 9:08:14  |
| Hawaii 2012            | Leanda Cave        | 9:15:54 | Caroline Steffen    | 9:16:58  | Mirinda Carfrae    | 9:21:41  |
| Florida                | Yvonne Van Vlerken | 8:51:35 | Mirinda Carfrae     | 9:05:03  | Ashley Clifford    | 9:07:34  |
| Arizona                | Linsey Corbin      | 9:01:44 | Meredith Kessler    | 9:06:04  | Corrinne Abraham   | 9:15:13  |
| Cozumel                | Mary Beth Ellis    | 9:15:38 | Sophie De Groote    | 9:15:45  | Sonja Tajsich      | 9:21:30  |
| Australia Occidentale  | Britta Martin      | 9:13:00 | Rebekah Keat        | 9:14:39  | Rebecca Hoschke    | 9:19:48  |
| New Zealand            | Meredith Kessler   | 9:17:10 | Gina Crawford       | 9:20:54  | Candice Hammond    | 9:35:52  |
| Los Cabos              | Erika Csomor       | 9:35:34 | Michelle Vesterby   | 9:36:31  | Lisa Ribes         | 9:38:35  |
| Asia Pacific           | Corrinne Abraham   | 8:10:56 | Yvonne Van Vlerken  | 8:26:40  | Caroline Steffen   | 8:31:22  |
| South Africa           | Jessie Donavan     | 9:10:58 | Jodie Swallow       | 9:17:00  | Lucie Reed         | 9:27:07  |
| Australia              | Rebecca Hoschke    | 9:34:55 | Ange Castle         | 9:41:38  | Jessica Fleming    | 9:50:46  |
| Lanzarote              | Kristin Möller     | 9:37:34 | Heleen Bij De Vaate | 10:09:31 | Saleta Castro      | 10:14:28 |
| Texas                  | Rachel Joyce       | 8:49:14 | Jennie Hansen       | 9:25:35  | Kim Schwabenbauer  | 9:33:01  |
| Brazil                 | Amanda Stevens     | 9:05:53 | Sara Gross          | 9:08:38  | Jessie Donavan     | 9:10:29  |
| Cairns                 | Liz Blatchford     | 9:19:51 | Gina Crawford       | 9:23:14  | Stephanie Jones    | 9:31:46  |
| France                 | Mary Beth Ellis    | 9:12:54 | Jeanne Collonge     | 9:20:51  | Delphine Pelletier | 9:22:37  |
| Coeur d'Alene          | Heather Wurtele    | 9:16:02 | Caitlin Snow        | 9:28:36  | Uli Bromme         | 9:33:02  |
| Austria                | Erika Csomor       | 8:59:31 | Åsa Lundström       | 9:04:42  | Eimear Mullan      | 9:05:46  |
| European Championships | Camilla Pedersen   | 8:56:01 | Jodie Swallow       | 8:58:43  | Kristin Moeller    | 9:01:55  |
| UK                     | Lucy Gossage       | 9:29:12 | Joanna Carritt      | 10:05:17 | Amy Forshaw        | 10:28:27 |
| Switzerland            | Anja Beranek       | 9:21:31 | Céline Schärer      | 9:28:28  | Erika Csomor       | 9:33:17  |
| Lake Placid            | Jennie Hansen      | 9:35:06 | Katy Blakemore      | 9:42:35  | Carrie Lester      | 9:47:59  |
| Sweden                 | Jodie Swallow      | 8:54:01 | Eva Nyström         | 9:17:56  | Britta Martin      | 9:22:18  |
| Copenaghen             | Eva Wutti          | 8:37:36 | Daniela Sämmler     | 9:02:51  | Lucie Reed         | 9:04:08  |
| Mont-Tremblant         | Mary Beth Ellis    | 9:07:56 | Rebekah Keat        | 9:16:55  | Anja Beranek       | 9:17:26  |
| Louisville             | Kate Bevilaqua     | 9:29:02 | Brooke Brown        | 9:33:46  | Whitney Garcia     | 9:34:21  |
| Canada                 | Uli Bromme         | 9:28:13 | Lisa Ribes          | 9:38:34  | Gillian Moody      | 9:49:09  |

## Calendario competizioni
| Progr. | Data              | Evento                            | Sede                                         | Nazione       |
| ------ | ----------------- | --------------------------------- | -------------------------------------------- | ------------- |
| 1      | 9 settembre 2012  | Ironman Wisconsin                 | Madison, Wisconsin                           | Stati Uniti   |
| 2      | 16 settembre 2012 | Ironman Wales                     | Tenby, Pembrokeshire                         | Galles        |
| 3      | 13 ottobre 2012   | Ironman Hawaii                    | Kailua-Kona, Hawaii                          | Stati Uniti   |
| 4      | 3 novembre 2012   | Ironman Florida                   | Panama City Beach, Florida                   | Stati Uniti   |
| 5      | 18 novembre 2012  | Ironman Arizona                   | Tempe, Arizona                               | Stati Uniti   |
| 6      | 25 novembre 2012  | Ironman Cozumel                   | Cozumel, Quintana Roo                        | Messico       |
| 7      | 9 dicembre 2012   | Ironman Australia Occidentale     | Busselton, Australia Occidentale             | Australia     |
| 8      | 2 marzo 2013      | Ironman New Zealand               | Taupo, Waikato                               | Nuova Zelanda |
| 9      | 17 marzo 2013     | Ironman Los Cabos                 | Los Cabos, Bassa California del Sud          | Messico       |
| 10     | 24 marzo 2013     | Ironman Asia Pacific Championship | Melbourne, Victoria                          | Australia     |
| 11     | 14 aprile 2013    | Ironman South Africa              | Port Elizabeth, Provincia del Capo Orientale | Sudafrica     |
| 12     | 5 maggio 2013     | Ironman Australia                 | Port Macquarie, Nuovo Galles del Sud         | Australia     |
| 13     | 18 maggio 2013    | Ironman Lanzarote                 | Puerto del Carmen, Lanzarote                 | Spagna        |
| 14     | 18 maggio 2013    | Ironman Texas                     | The Woodlands, Texas                         | Stati Uniti   |
| 15     | 26 maggio 2013    | Ironman Brazil                    | Florianópolis, Santa Catarina                | Brasile       |
| 16     | 9 giugno 2013     | Ironman Cairns                    | Cairns, Queensland                           | Australia     |
| 17     | 23 giugno 2013    | Ironman France                    | Nizza, Costa Azzurra                         | Francia       |
| 18     | 23 giugno 2013    | Ironman Coeur d'Alene             | Coeur d'Alene, Idaho                         | Stati Uniti   |
| 19     | 30 giugno 2013    | Ironman Austria                   | Klagenfurt, Carinzia                         | Austria       |
| 20     | 7 luglio 2013     | Ironman European Championships    | Francoforte, Assia                           | Germania      |
| 21     | 21 luglio 2013    | Ironman UK                        | Bolton, Greater Manchester                   | Regno Unito   |
| 22     | 28 luglio 2013    | Ironman Switzerland               | Zurigo, Canton Zurigo                        | Svizzera      |
| 23     | 28 luglio 2013    | Ironman Lake Placid               | Lake Placid, New York                        | Stati Uniti   |
| 24     | 17 agosto 2013    | Ironman Sweden                    | Kalmar, Götaland                             | Svezia        |
| 25     | 18 agosto 2013    | Ironman Copenaghen                | Copenaghen, Capital Region                   | Danimarca     |
| 26     | 18 agosto 2013    | Ironman Mont-Tremblant            | Mont-Tremblant, Québec                       | Canada        |
| 27     | 25 agosto 2013    | Ironman Louisville                | Louisville, Kentucky                         | Stati Uniti   |
| 28     | 25 agosto 2013    | Ironman Canada                    | Whistler, Columbia Britannica                | Canada        |

## Medagliere competizioni
| Pos. | Paese         | Oro | Argento | Bronzo |    |
| ---- | ------------- | --- | ------- | ------ | -- |
| 1    | Stati Uniti   | 14  | 10      | 14     | 38 |
| 2    | Regno Unito   | 8   | 4       | 5      | 17 |
| 3    | Australia     | 7   | 6       | 8      | 21 |
| 4    | Germania      | 7   | 6       | 7      | 20 |
| 5    | Spagna        | 3   | 2       | 2      | 7  |
| 6    | Danimarca     | 3   | 2       | 1      | 6  |
| 7    | Svizzera      | 3   | 2       | 1      | 6  |
| 8    | Nuova Zelanda | 2   | 2       | 3      | 7  |
| 9    | Canada        | 2   | 2       | 1      | 5  |
| 10   | Ungheria      | 2   | 0       | 2      | 4  |
| 11   | Belgio        | 1   | 3       | 3      | 7  |
| 12   | Paesi Bassi   | 1   | 3       | 2      | 6  |
| 13   | Francia       | 1   | 3       | 1      | 5  |
| 14   | Austria       | 1   | 1       | 0      | 2  |
| 15   | Portogallo    | 1   | 0       | 0      | 1  |
| 16   | Svezia        | 0   | 2       | 0      | 2  |
| 17   | Estonia       | 0   | 1       | 1      | 2  |
| 18   | Irlanda       | 0   | 1       | 1      | 2  |
| 19   | Slovenia      | 0   | 1       | 1      | 2  |
| 20   | Ucraina       | 0   | 1       | 1      | 2  |
| 21   | Argentina     | 0   | 1       | 0      | 1  |
| 22   | Brasile       | 0   | 1       | 0      | 1  |
| 23   | Italia        | 0   | 1       | 0      | 1  |
| 24   | Sudafrica     | 0   | 1       | 0      | 1  |
| 25   | Rep. Ceca     | 0   | 0       | 2      | 2  |